# Mewa Arena
Die Mewa Arena (Eigenschreibweise: MEWA ARENA) in der rheinland-pfälzischen Hauptstadt Mainz ist das größte Fußballstadion der Stadt Mainz und wird derzeit ausschließlich durch den Fußballverein 1. FSV Mainz 05 genutzt. Das Stadion wurde am 3. Juli 2011 als Coface Arena offiziell eingeweiht.

## Vorgeschichte
Um wirtschaftlich konkurrenzfähig bleiben zu können, musste nach Angaben des 1. FSV Mainz 05 dringend ein neues Stadion gebaut werden. Die vom Verein favorisierte Lösung, ein Neubau direkt hinter dem bisherigen Bruchwegstadion inmitten des Stadtteils Hartenberg-Münchfeld, war aufgrund der Auflagen zum Lärmschutz der Anwohner finanziell nicht realisierbar. Dies galt auch für den Ausbau des Bruchwegstadions hin zu einem circa 35.000 Zuschauer fassenden Fußballstadion.
Im Jahr 2007 wurde deshalb zunächst beschlossen, ein neues Mehrzweckstadion am Europakreisel rund zwei Kilometer westlich im Stadtteil Gonsenheim zu bauen. Das Stadion sollte Platz für rund 35.000 Zuschauer bieten und ab der Saison 2009/10 das neue Heimstadion der 05er sein. Aufgrund anhaltender Probleme am Wunschstandort Europakreisel prüfte die Stadt Mainz zwischenzeitlich drei weitere Standorte: auf dem ehemaligen Gelände der HeidelbergCement in Mainz-Weisenau, in der Nähe des neuen Messegeländes zwischen Mainz-Hechtsheim und Mainz-Ebersheim, aber auch ein Stadion gemeinsam mit dem SV Wehen Wiesbaden, der zum damaligen Zeitpunkt in der 2. Bundesliga spielte, im Wiesbadener Stadtteil Mainz-Kastel. Letzteres führte zu heftigen Protesten. Am 19. Februar 2008 wurde schließlich ein neuer möglicher Standort für das Stadion, ebenfalls in der Nähe des Europakreisels, gefunden. Der Standort des Stadions wurde dabei um rund 800 m nach Süden und Richtung Bretzenheim verschoben, um die notwendige zusammenhängende Fläche zu bekommen.
Die Kosten des Stadionbaus betrugen 55 Millionen Euro, dazu kamen noch 15 Millionen Euro für zusätzliche Bau- und Erschließungskosten sowie für den Erwerb der Baufläche.

## Bauwerk

### Bauarbeiten

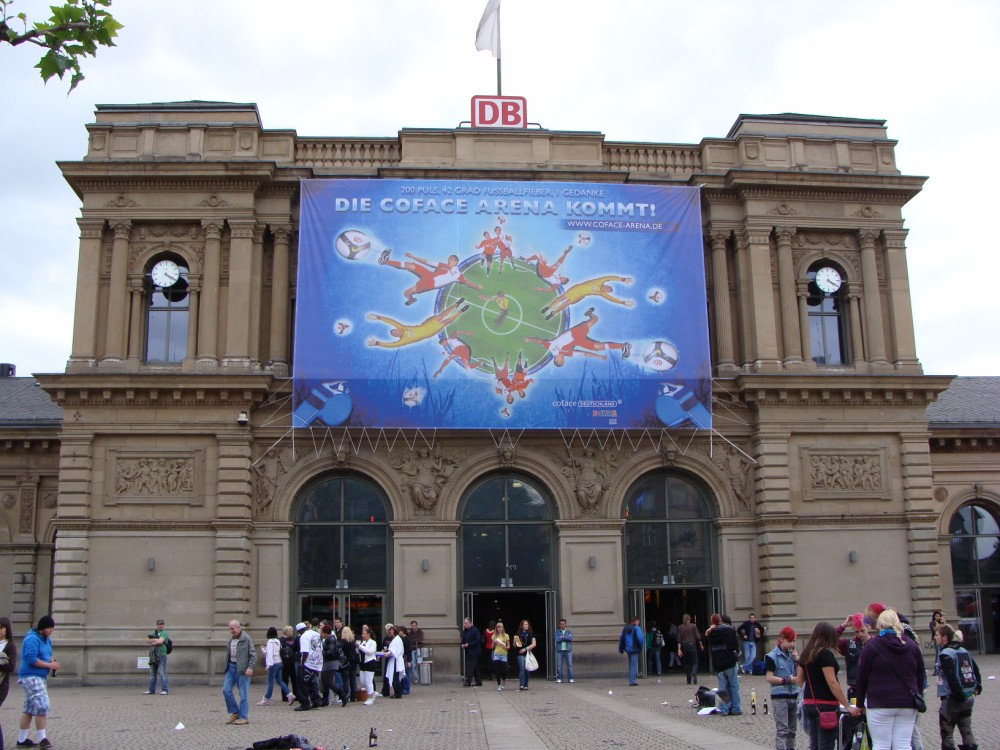
Werbeplakat am Hauptbahnhof im Mai 2009: Die Coface Arena kommt!

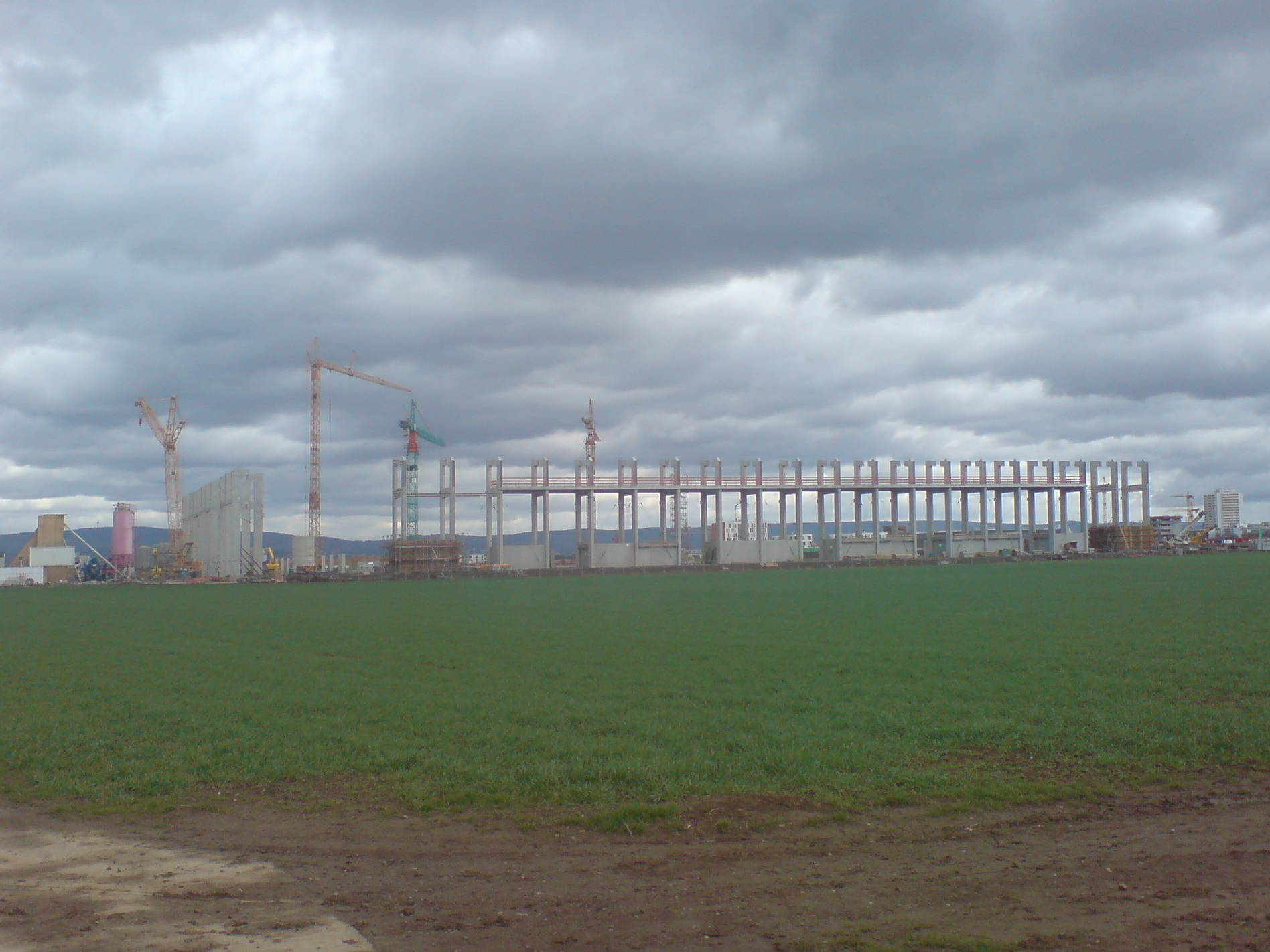
Das Stadion im April 2010

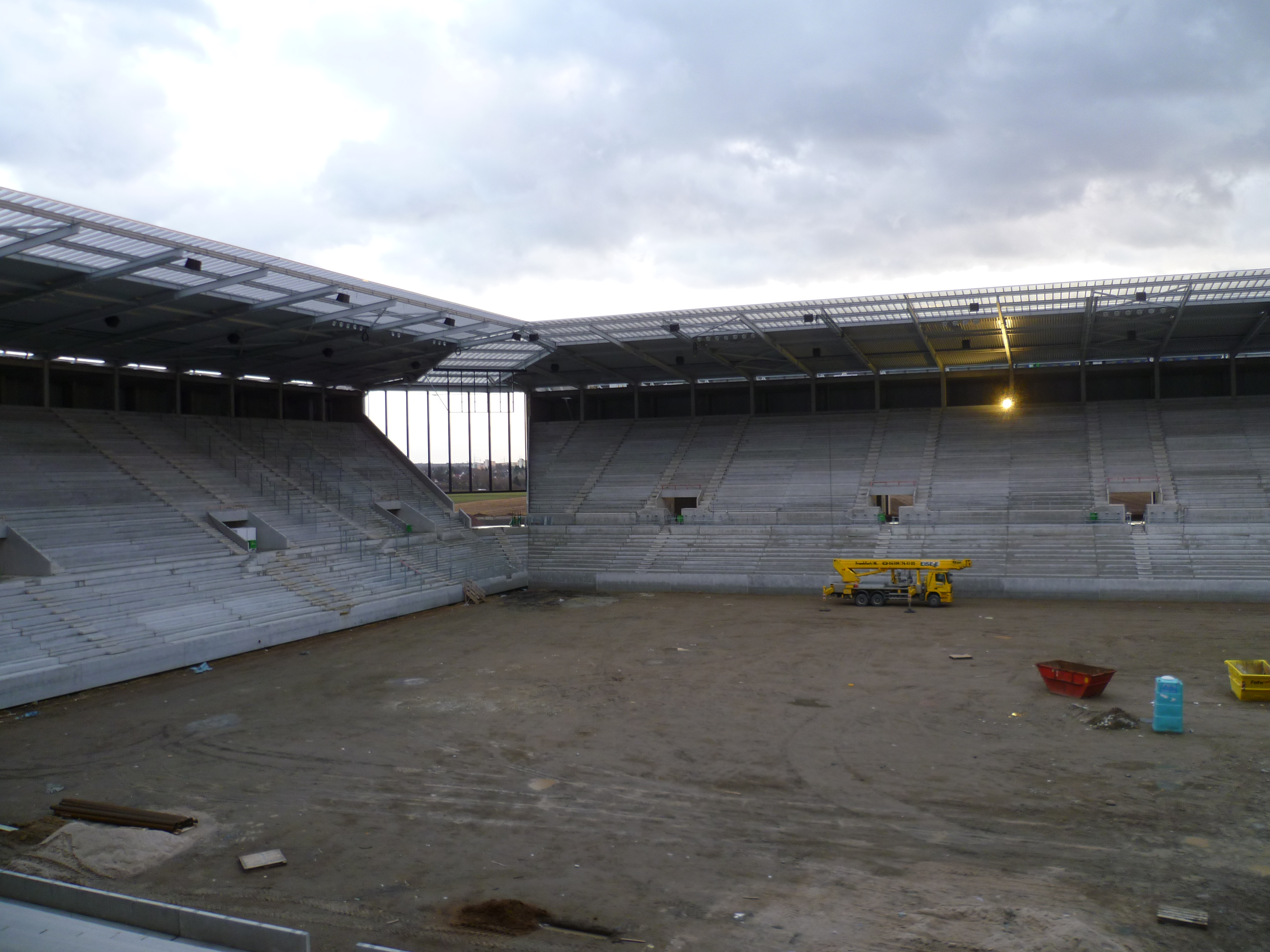
Blick auf die Gästeecke im Januar 2011

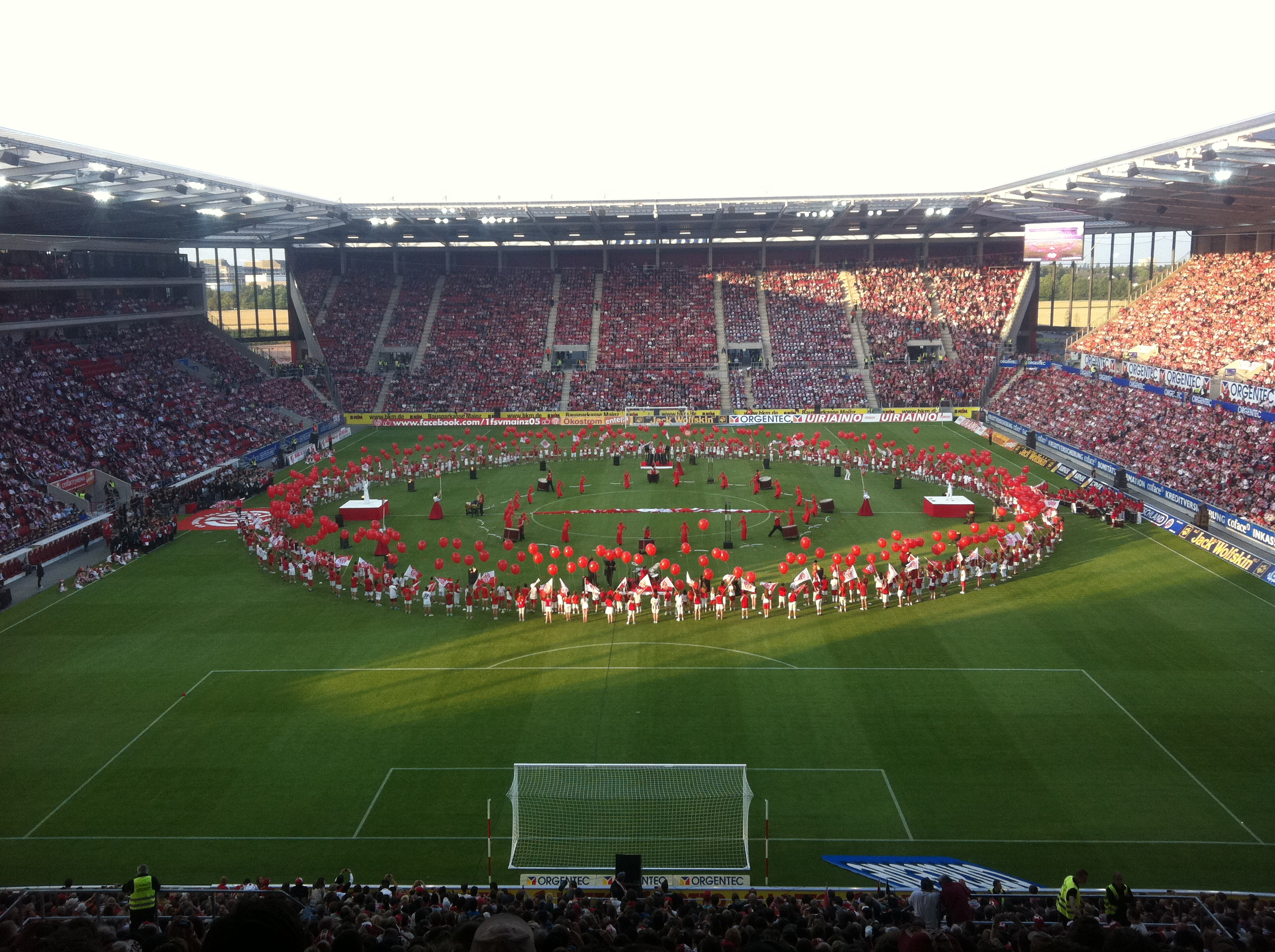
Die Eröffnungsfeier der neuen Spielstätte am 3. Juli 2011

Bauherr und Eigentümerin des Neubauprojekts ist die stadteigene Grundstücksverwaltungsgesellschaft der Stadt Mainz mbH (GVG). Projektleiter und Generalbevollmächtigter für die Planung und den Bau der neuen Arena war der Prokurist der GVG, Ferdinand Graffé.
Der Baubeginn mit den ersten Erdarbeiten war am 5. Mai 2009.
Zuerst wurde ein Teil des Oberbodens abgetragen und eine Baustelleneinrichtung mit Büro- und Besprechungscontainer eingerichtet. Das Containerdorf diente auch ab Ende Juni 2009 zum Empfang Interessierter. Ab Anfang Juni wurde ein Straßendamm vom Stadiongelände zum Europakreisel gebaut, auf dem dann die Baustellenfahrzeuge zum Gelände rollen konnten. Der nicht mehr benötigte Oberboden wurde zur Modellierung eines neuen Golfplatzes nach Budenheim abtransportiert. Ebenfalls im Juni, spätestens Anfang Juli 2009, begann der Aushub der Baugrube (der Rasen sollte etwa 5 m tiefer als das derzeitige Gelände liegen) und der Ausbau der Parkplatzanlage. Die Ausschreibungen für die Gewerke wurden einzeln von der GVG vergeben. Im September 2009 sollte die Baugrube dann dem Generalunternehmer der Arena übergeben werden, der nach Herstellung des Feinplanum mit den Gründungsarbeiten begann.
Um den Generalunternehmer transparent und wirtschaftlich auswählen zu können, wurde von der GVG im März 2008 ein europaweit ausgeschriebener Teilnahmewettbewerb ausgelobt. Sechs Unternehmen wurden entsprechend ihrer Leistungsfähigkeit und Erfahrung ausgewählt und um ein Preisangebot und ersten Entwurf gebeten. Im September 2008 lagen sechs Stadionentwürfe vor. Die Auswahl erfolgte in einem „wettbewerblichen Dialog“; es wurden intensive Gespräche mit allen Bietern geführt, die anschließend Gelegenheit erhielten, ihre Entwürfe an die Bedürfnisse des Vereins anzupassen. Ende Dezember 2008 wählte das eingesetzte Entscheidungsgremium drei Bieter aus, die die besten Voraussetzungen und gute Lösungen boten. Weitere langwierige Verhandlungen und Gespräche mit den verbleibenden drei Bietern schlossen sich an. Am 3. Juni 2009 wurde der Öffentlichkeit ein offizielles Modell vorgestellt.
Planungsarbeiten wie Windgutachten, Tragwerksplanung, Brandschutz und Sicherheit, TGA und vieles mehr mussten bis zu Beginn der Hochbauarbeiten abgearbeitet werden.

### Lage und Verkehrsanbindung
Die Arena liegt in einer Kaltluftschneise am Eingang der Stadt Mainz auf den Feldern von Bretzenheim in unmittelbarer Nähe der neuen Fachhochschule und der Universität. Durch die exponierte Lage als „Tor zur Stadt“ sollte das Stadion mittels Pkw und Bus gut erreichbar sein. Eine Anbindung der benachbarten Johannes Gutenberg-Universität Mainz und der Fachhochschule Mainz sowie des neuen Stadions an das Straßenbahnnetz war in der politischen Diskussion; seit Ende 2016 befinden sich drei Straßenbahnhaltestellen in der Nähe des Stadions. Auf jeden Fall sollte ein Busbahnhof entlang der Saarstraße die schnelle Verbindung zum Hauptbahnhof sichern und eine neue Brücke über die Koblenzer Straße die kreuzungsfreie Fußgängerverbindung zum Campus sicherstellen. Für diese Brücke fand ein Architektenwettbewerb statt, der Bau begann im Sommer 2013. Die Brücke dient gleichzeitig an Nichtspieltagen einer Buscampuslinie der MVG. Am Stadion stehen nur für die Ehrengäste (V.I.P.) sowie für die Presse Parkplätze mit entsprechendem Berechtigungsausweis zur Verfügung. Besucher, die mit dem eigenen Wagen am Spieltag zum Stadion fahren wollen, sollten den ausgewiesenen P+R am Messegelände in Mainz-Hechtsheim inklusive Busshuttleservice oder den Campus der Universität sowie den Parkplatz am Bruchwegstadion benutzen.

### Fassungsvermögen und Nutzung
Das Stadion weist ein Fassungsvermögen von 33.305 Zuschauern auf und kann neben dem Fußball auch für andere Veranstaltungen genutzt werden. Dazu dient hauptsächlich der Businessclub (ca. 2000 m²) mit Blick in das Stadion durch eine circa 40 Meter breite Verglasung und vorgelagerter Terrasse sowie eine Skyloge von 200 m². Ein Restaurant, das ganzjährig geöffnet ist, soll ebenfalls mit Blick in das Fußballstadion ausgerichtet sein. Dabei wird aber eine Nutzung für große Musikveranstaltungen ausgeschlossen, da sonst die Lärmbelästigung der naheliegenden Anwohner zu groß sei.

### Weitere Daten zum Stadion
- Zuschauerkapazität: 33.305 Plätze[1]
- Kapazität international: 27.000 Plätze
- Plätze: 16.005 Steh- und 17.300 Sitzplätze
- Business-Logen-Sitze: 700
- Business-Sitze: 2.000
- Behindertenplätze: 134
- Presseplätze: 150
- Ausbaureserve: 2.500 Plätze
- Umkleidekabine (Heim): 340 Quadratmeter
- Umkleidekabine (Gast): 190 Quadratmeter

### Finanzierung
Der Kostenrahmen beträgt insgesamt 62,5 Millionen Euro. Die Finanzierung des Stadionbaus in geschätzter Höhe von 45 Millionen (Bau- und Planungskosten) wird vorrangig über Kommunalkredit (32,5 Millionen Euro), Zuschüsse des Landes Rheinland-Pfalz und der Stadt Mainz getragen. Pachtzahlungen des Vereins als Pächter und zukünftigen Betreiber finanzieren dann die Kosten der Kredite. Genauer: Die Landesregierung investiert kumuliert 15 Millionen Euro, die sich auf je 7,5 Millionen Euro für Infrastrukturmaßnahmen und den Stadionbau aufteilen, die Stadt Mainz investiert in die Schaffung einer adäquaten Infrastruktur ebenfalls 7,5 Millionen Euro und Mainz 05 bringt einen identischen Betrag als Eigenkapital ein. Der Kommunalkredit soll im Idealfall innerhalb von bis zu 15 Jahren, aber spätestens nach 30 Jahren getilgt sein; der FSV Mainz 05 zahlt an jährlicher Pacht 2,3 Mio. bei Zugehörigkeit in der 2. Bundesliga und 3,3 Mio. Euro in der Bundesliga.
Dieser Betrag bleibt dem Verein erhalten und wird, sofern er im Verlaufe der Nutzungsdauer durch Abschreibung erwirtschaftet ist, dem Verein wieder zurückgezahlt. Die Erschließung und Infrastruktur, für die Stadt und Land je 7,5 Millionen Euro bzw. kumuliert 15 Millionen Euro vorgesehen haben, dienen dabei nicht nur dem neuen Stadion, sondern auch der Hochschule und den Bauflächen (Bebauungsplan B 158) der hochschulnahen Gewerbeansiedlungen. Die Grundstücksverwaltungsgesellschaft der Stadt hatte den Grunderwerb für das Stadionareal und die Erschließungstrassen (10,7 Hektar) vorgenommen. Die Parkplätze in unmittelbarer Stadionnähe, die während der Spieltage für die Besucher zur Verfügung stehen, dienen laut
dem Bebauungsplan außerhalb der 05-Spieltage als Parkplatz für Gäste der Tagungen in der Arena bzw. als Stellplatz für das benachbarte Uni-Erweiterungsgelände.
Auch eine Schwächung der Finanzkraft der Stadt im April 2009 durch eine finanzielle Schieflage der kommunalen Wohnungsgesellschaft Wohnbau Mainz konnte das Fortschreiten der Realisierung nicht stoppen. Im Untreueprozess gegen den ehemaligen Geschäftsführer der Wohnbau Mainz, Rainer Laub, soll die Zahlungsfähigkeit des Vereins zu verschiedenen Zeitpunkten der Unterstützung durch die kommunale Wohnungsgesellschaft geklärt werden.
Unter dem Strich haben sich die gesamten Stadionkosten auf ca. 70 Millionen Euro belaufen, die u. a. durch die Installierung einer Photovoltaikanlage auf den Stadiondächern, das Schließen der vier Ecken des Stadions mit Glasfronten und den Einbau von Klappsitzen statt fester Schalen auf allen Sitzplätzen entstanden sind. Nach Angaben des Vereinspräsidenten wurden diese Mehrkosten ausschließlich durch den FSV Mainz 05 getragen. Insbesondere die Umsetzung der ökologischen Aspekte hat dazu geführt, dass sich Mainz 05 im Jahr 2011 „erster klimaneutraler Bundesligaverein“ nannte.

### Auszeichnungen
Am 11. Mai 2012 wurde die Coface Arena für den TheStadiumBusiness Award nominiert. Mit diesem Preis werden innovative und neue Ideen im Bereich Stadionbau ausgezeichnet.

## Spielbetrieb

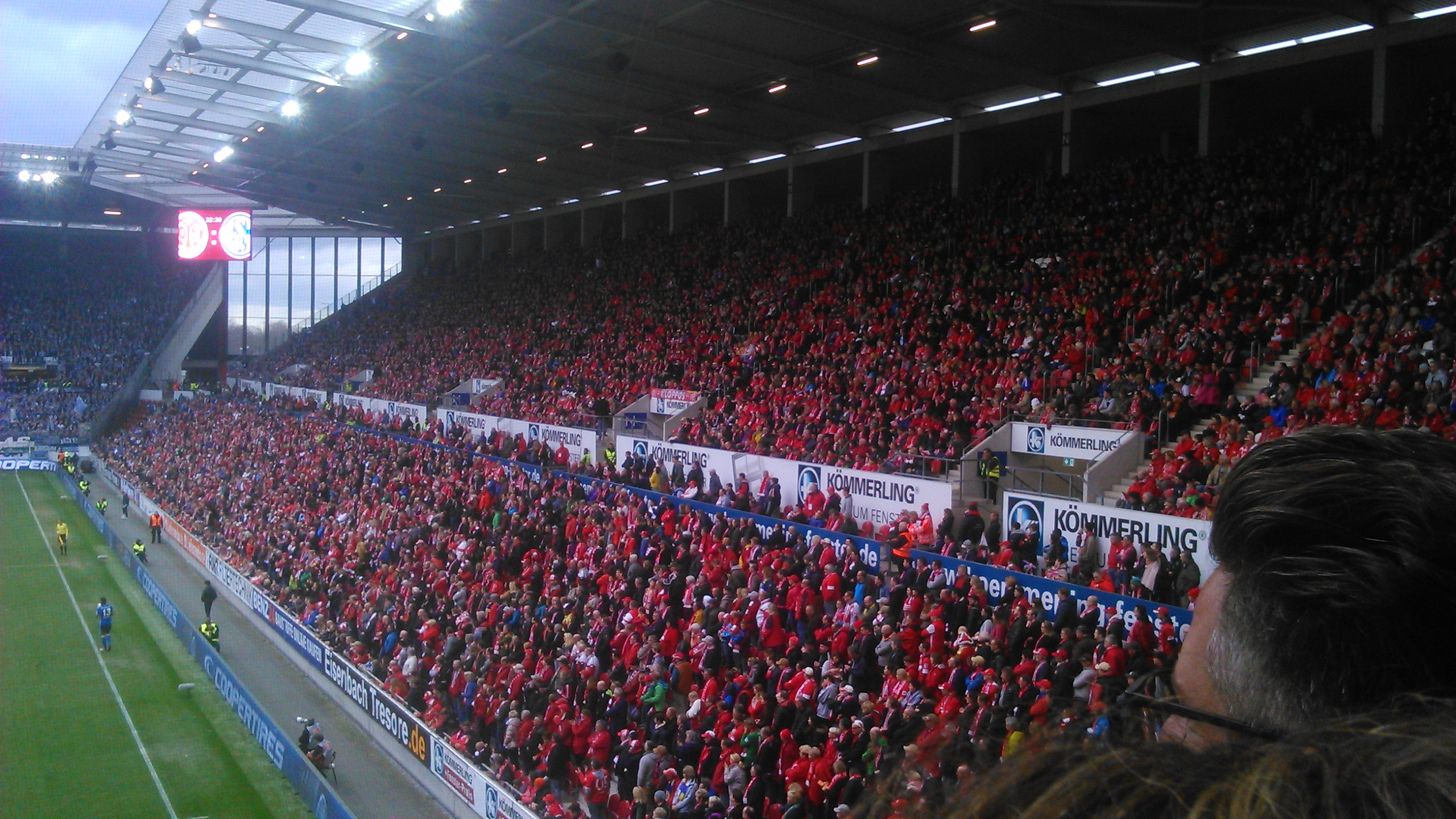
Blick in die Südtribüne der Opel Arena, März 2017

Das Stadion dient seit der Bundesliga-Saison 2011/12 dem 1. FSV Mainz 05 als Heimspielstadion. Am 19. und 20. Juli 2011 fand dort der LIGA total!-Cup 2011 statt.

### Spiele der deutschen Fußballnationalmannschaft
Am 6. Juni 2014 war die Arena Austragungsort des letzten Vorbereitungsspiels der deutschen Fußballnationalmannschaft vor der Weltmeisterschaft 2014 in Brasilien gegen Armenien. Dieses Spiel war das erste Länderspiel der deutschen Fußballnationalmannschaft in Mainz. Zum zweiten Länderspiel kam es am 11. Juni 2019. Dort empfing die Nationalmannschaft im Rahmen der EM-Qualifikation 2020 die Mannschaft aus Estland.
Die deutsche Fußballnationalmannschaft trat bisher zu folgenden Begegnungen im Stadion an:
|                                   |   |          |     |
| 6. Juni 2014, Freundschaftsspiel  |   |          |     |
| Deutschland                       | – | Armenien | 6:1 |
| 11. Juni 2019, EM-Qualifikation   |   |          |     |
| Deutschland                       | – | Estland  | 8:0 |
| 25. März 2023, Freundschaftsspiel |   |          |     |
| Deutschland                       | – | Peru     | 2:0 |

## Namensgeber

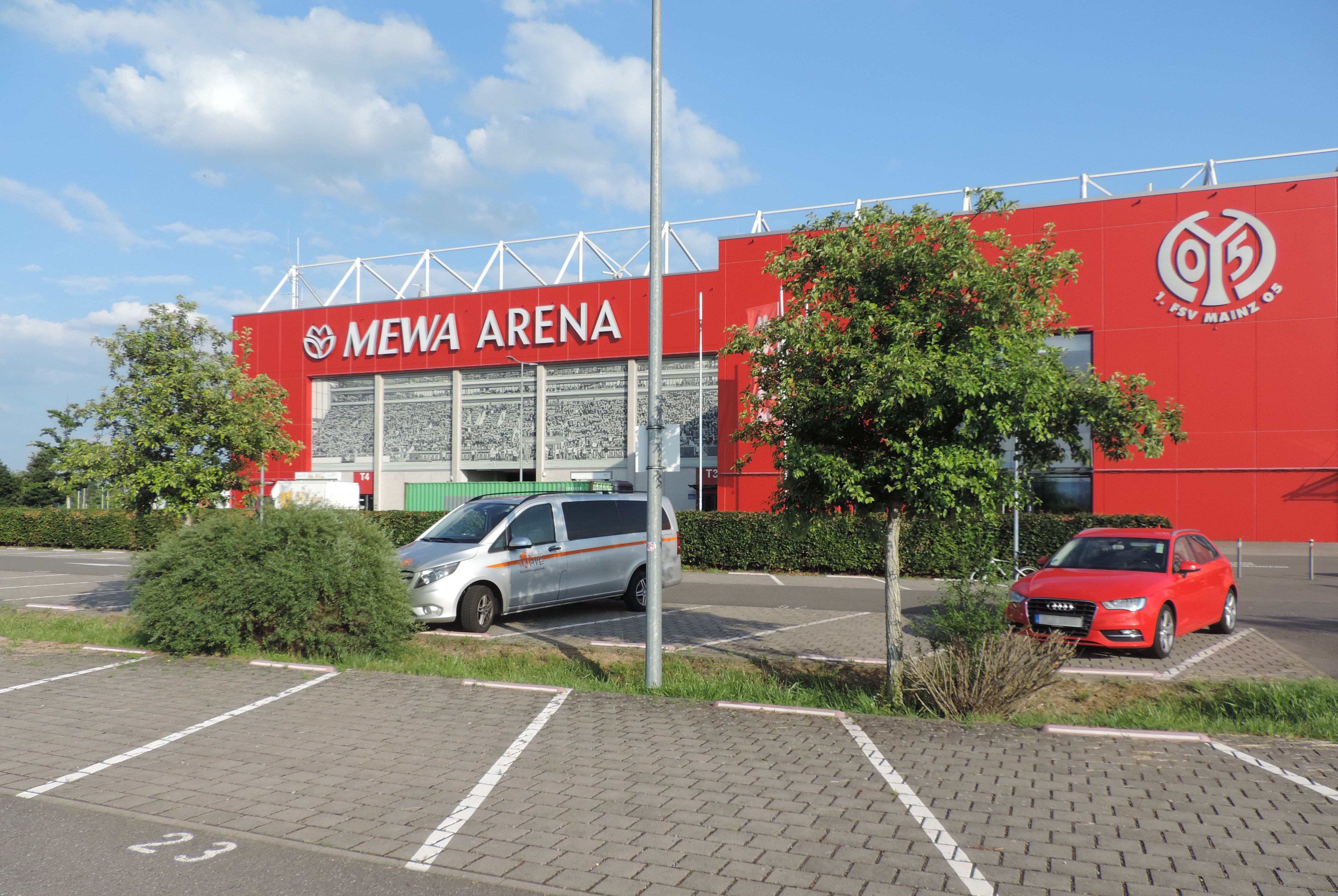
Stadion mit neuem Werbeträger 2021

Das in Mainz ansässige Unternehmen für Kreditversicherung Coface Deutschland hatte schon 2007 einen Sponsoringvertrag über den Namen des Stadions abgeschlossen und damit vor Erteilung der Baugenehmigung gesichert. Das Unternehmen ist seit der Saison 2007/08 Co-Sponsor des 1. FSV Mainz 05. Am 2. Dezember 2015 gaben Coface und Mainz 05 bekannt, dass der laufende Vertrag über die Namensrechte von Seiten des Unternehmens nicht verlängert wird und zum Abschluss der Saison 2015/16 endet, da das Ziel, eine größere Bekanntheit zu erlangen, mehr als erfüllt wurde. Nach Informationen der örtlichen Allgemeinen Zeitung hatte der Kreditversicherer pro Jahr rund 1,8 Millionen Euro gezahlt. Die Partnerschaft zwischen Verein und Unternehmen soll anderweitig fortgeführt werden.
Zur Saison 2016/17 wurde der Automobilhersteller Opel Namenssponsor; das Stadion hieß von 1. Juli 2016 bis 30. Juni 2021 „OPEL ARENA“.
Seit dem 1. Juli 2021 trägt das Stadion den Namen „MEWA ARENA“. Der Vertrag mit der MEWA Textil-Service mit Sitz in Wiesbaden läuft zunächst bis in das Jahr 2026. Das Unternehmen ist seit 2013 Sponsor des 1. FSV Mainz 05. Der Textil-Dienstleister zahlt rund 2,3 Mio. Euro pro Jahr.

## Kritik
Wegen der von Projektgegnern befürchteten negativen Auswirkungen des Stadionneubaus auf Boden, Landwirtschaft, Klima und Finanzen wurde am 4. Dezember 2008 der Verein Erhalt des Regionalen Grünzugs – kein Stadionneubau in Mainz-Bretzenheim e. V. gegründet. Der Verein wurde im Jahr 2019, also rund acht Jahre nach Stadioneröffnung, aufgelöst.

## Galerie

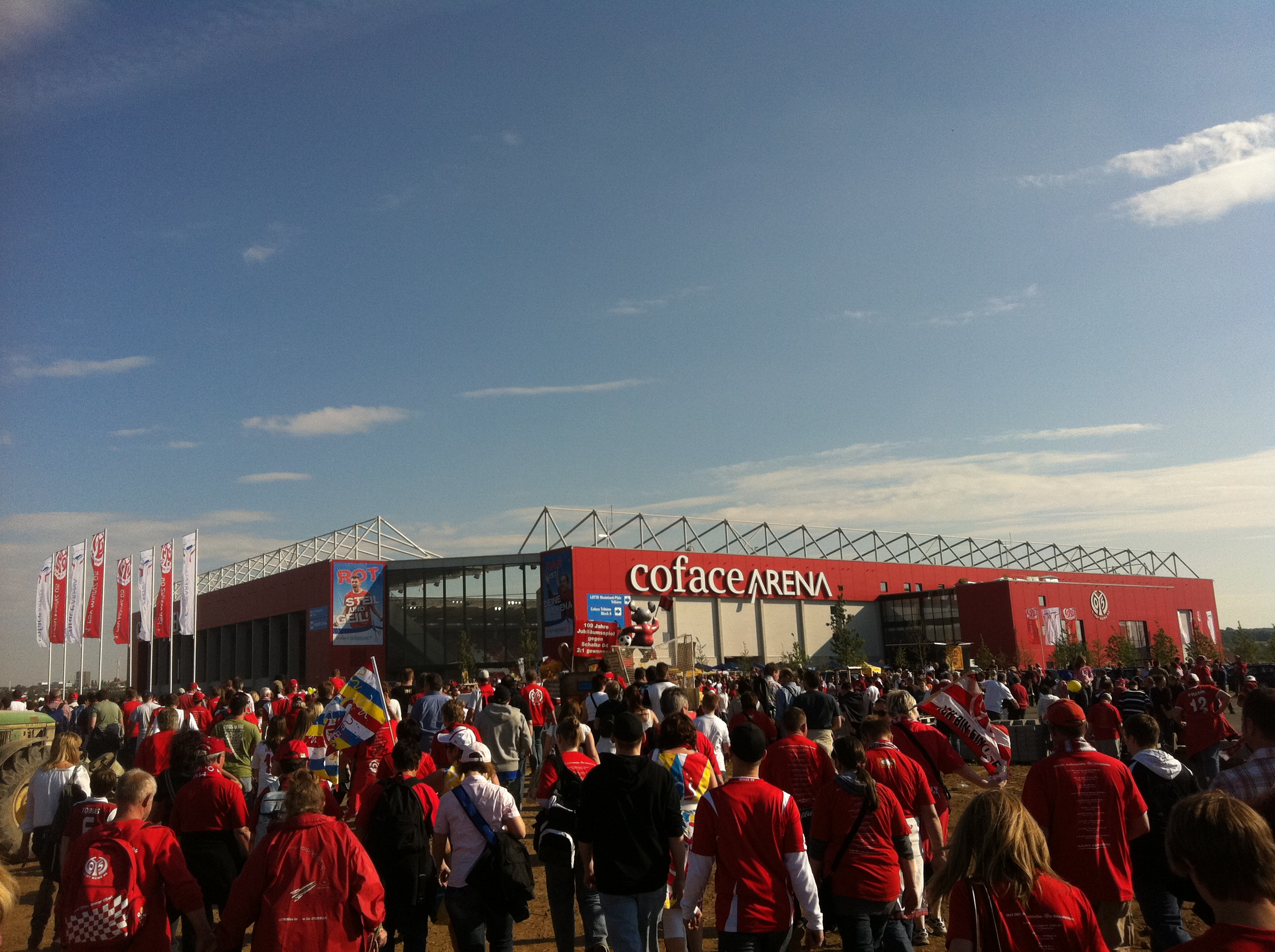
Der Weg zur Coface Arena am Tag der Einweihung
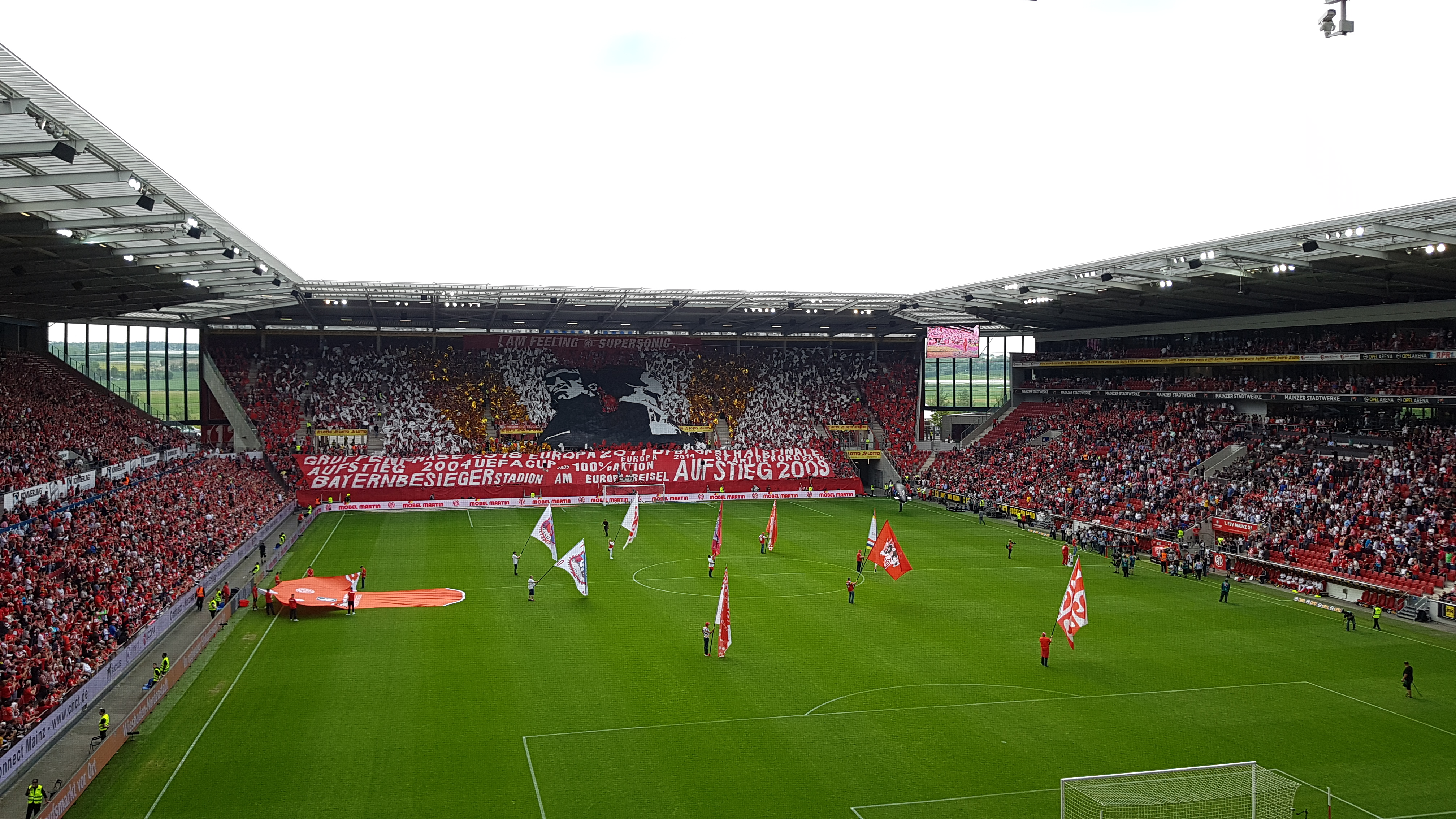
Die Arena in  Mainz gegen die TSG 1899 Hoffenheim im Mai 2019
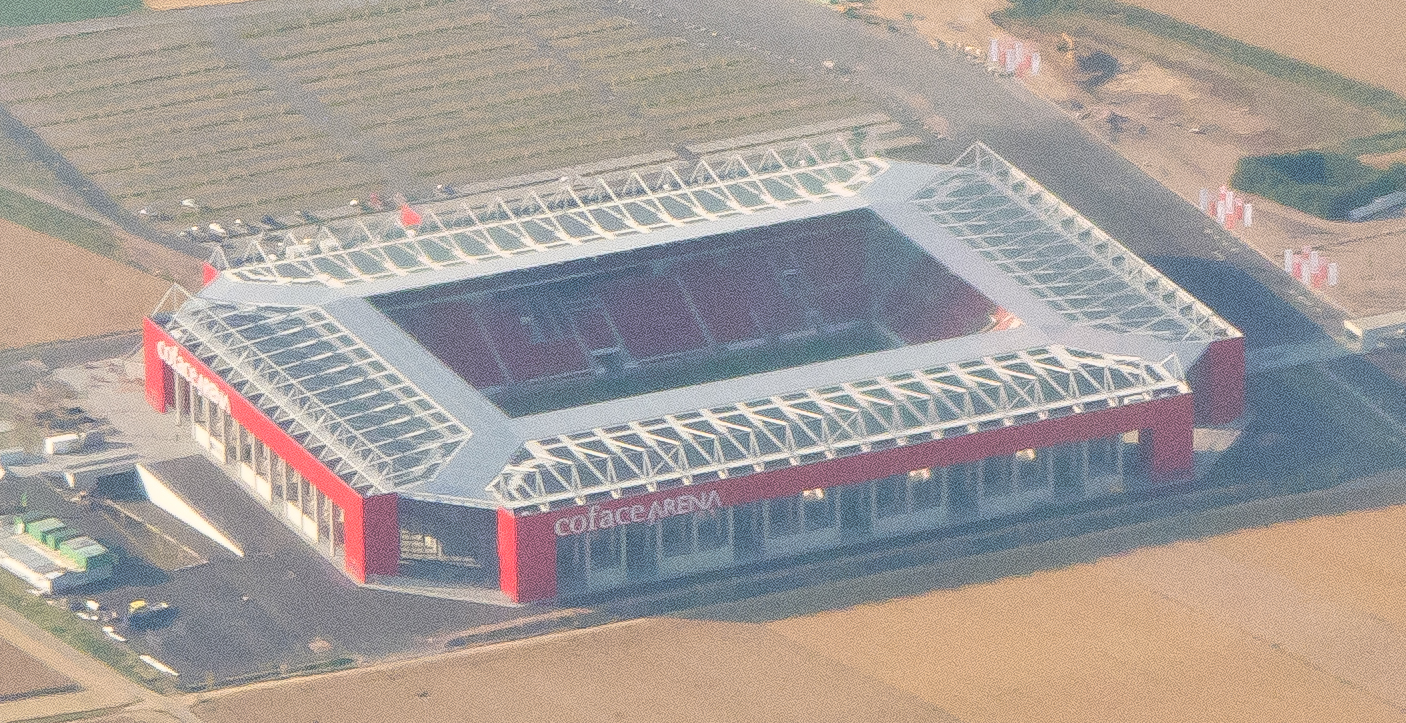
Luftaufnahme des Stadions